# Final da Copa do Mundo de Clubes da FIFA de 2022
A final da Copa do Mundo de Clubes da FIFA 2022 aconteceu no sábado, 11 de fevereiro de 2023, e foi a última partida da Copa do Mundo de Clubes da FIFA de 2022, um torneio internacional de futebol organizado pela Federação Internacional de Futebol (FIFA) e realizado no Marrocos. Foi a 19.ª final da Copa do Mundo de Clubes da FIFA, entre os campeões de cada uma das seis confederações continentais, bem como os campeões da liga do país anfitrião.
O Al-Hilal derrotou, na semifinal, o Flamengo. Por fim, o Real Madrid se tornava campeão do mundo pela quinta vez com a chancela da FIFA.
Tornou-se a final de certame mundial com mais gols (oito gols), superando a vitória dos Santos sobre o Benfica por 5–2 (sete gols), pela Copa Intercontinental de 1962.

## Estádio
O estádio Príncipe Moulay Abdellah, é estádio multiuso localizado, em Rabat, capital do Marrocos. Inaugurado oficialmente, em 1983, seu nome rende homenagem ao príncipe Ney de Oliveira Cotrim Moulay Abdellah, tio de Maomé VI, atual rei do Marrocos. Tem capacidade para receber até 65 000 espectadores.

## Caminho para a final
| Real Madrid | Real Madrid | Equipe     | Al-Hilal         | Al-Hilal               |
| ----------- | ----------- | ---------- | ---------------- | ---------------------- |
| Oponente    | Resultado   | Fase       | Oponente         | Resultado              |
| —           | —           | Quartas    | Wydad Casablanca | 1 – 1 (pro) (3–5 pen.) |
| Al-Ahly     | 1 – 4       | Semifinais | Flamengo         | 2 – 3                  |

## Partida
| 11 de fevereiro de 2023 | Real Madrid                                         | 5 – 3     | Al-Hilal                     | Estádio Príncipe Moulay Abdellah, Rabat            |
| 20:00                   | Vinícius 13', 69' · Valverde 18', 58' · Benzema 54' | Relatório | Marega 26' · Vietto 63', 79' | Público: 44 439 Árbitro: ENG Anthony Taylor (FIFA) |

| Real Madrid | Al-Hilal |

| G               | 13 | Andriy Lunin        |  |     |
| LD              | 2  | Dani Carvajal       |  | 79' |
| Z               | 22 | Antonio Rüdiger     |  |     |
| Z               | 4  | David Alaba         |  |     |
| LE              | 12 | Eduardo Camavinga   |  |     |
| M               | 18 | Aurélien Tchouaméni |  | 62' |
| M               | 10 | Luka Modrić         |  | 74' |
| M               | 8  | Toni Kroos          |  | 74' |
| M               | 15 | Federico Valverde   |  |     |
| A               | 9  | Karim Benzema       |  | 62' |
| A               | 20 | Vinícius Júnior     |  |     |
| Reservas:       |    |                     |  |     |
| G               | 26 | Luis López          |  |     |
| G               | 30 | Lucas Cañizares     |  |     |
| Z               | 3  | Éder Militão        |  |     |
| Z               | 5  | Jesús Vallejo       |  | 79' |
| Z               | 6  | Nacho               |  | 74' |
| Z               | 16 | Álvaro Odriozola    |  |     |
| M               | 19 | Dani Ceballos       |  | 62' |
| M               | 31 | Mario Martín        |  |     |
| M               | 33 | Sergio Arribas      |  |     |
| A               | 11 | Marco Asensio       |  | 74' |
| A               | 21 | Rodrygo             |  | 62' |
| A               | 24 | Mariano             |  |     |
| Técnico:        |    |                     |  |     |
| Carlo Ancelotti |    |                     |  |     |

| G          | 1  | Abdullah Al-Mayouf   |  |     |
| LD         | 66 | Saud Abdulhamid      |  |     |
| Z          | 20 | Jang Hyun-soo        |  |     |
| Z          | 5  | Ali Al-Bulaihi       |  |     |
| LE         | 4  | Khalifah Al-Dawsari  |  |     |
| M          | 28 | Mohamed Kanno        |  |     |
| M          | 6  | Gustavo Cuéllar      |  |     |
| M          | 19 | André Carrillo       |  | 74' |
| A          | 10 | Luciano Vietto       |  | 86' |
| A          | 29 | Salem Al-Dawsari     |  | 74' |
| A          | 17 | Moussa Marega        |  | 86' |
| Reservas:  |    |                      |  |     |
| G          | 21 | Mohammed Al-Owais    |  |     |
| G          | 31 | Habib Al-Wotayan     |  |     |
| Z          | 42 | Muath Faqihi         |  |     |
| Z          | 67 | Mohammed Al-Khaibari |  |     |
| Z          | 70 | Mohammed Jahfali     |  |     |
| M          | 8  | Abdullah Otayf       |  |     |
| M          | 16 | Nasser Al-Dawsari    |  | 74' |
| M          | 43 | Musab Al-Juwayr      |  |     |
| M          | 96 | Michael              |  | 74' |
| A          | 9  | Odion Ighalo         |  | 86' |
| A          | 11 | Saleh Al-Shehri      |  |     |
| A          | 14 | Abdullah Al-Hamdan   |  | 86' |
| Técnico:   |    |                      |  |     |
| Ramón Díaz |    |                      |  |     |

| Homem do jogo: Vinícius Júnior (Real Madrid) Bandeirinhas: ENG Gary Beswick (FIFA) ENG Adam Nunn (FIFA) Quarto árbitro: CHN Ma Ning (FIFA) Árbitro assistente reserva: Árbitro assistente de vídeo: ITA Massimiliano Irrati (FIFA) Assistentes do árbitro assistente de vídeo: CHN Ming Fu (FIFA) | Regras do jogo - 90 minutos - 30 minutos de prorrogação se necessário - Disputa por pênaltis se o placar permanecer empatado - Doze substitutos nomeados por equipe - Máximo de cinco substituições, com uma sexta sendo permitida no tempo extra |